# Jacques Abardonado
Jacques Abardonado (ur. 27 maja 1978 w Marsylii) – francuski piłkarz grający na pozycji środkowego obrońcy.

## Kariera klubowa
Abardonado pochodzi z Marsylii i jest wychowankiem szkółki piłkarskiej Olympique Marsylia. W 1998 roku awansował do kadry pierwszego zespołu, a 10 listopada zadebiutował w Ligue 1 w wygranym 3:2 wyjazdowym spotkaniu z AS Nancy. W 1999 roku dotarł z Olympique do finału Pucharu UEFA, w którym klub z Lazurowego Wybrzeża przegrał 0:3 z AC Parma. W tamtym roku wywalczył też wicemistrzostwo Francji. Do końca sezonu 2000/2001 był rezerwowym Olympique. Rozegrał 33 ligowe mecze i strzelił 3 gole.
Latem 2001 roku Abardonado odszedł do drużyny FC Lorient, w której po raz pierwszy wystąpił 18 sierpnia w zremisowanym 1:1 meczu z FC Sochaux-Montbéliard. W Lorient Jacques grał do końca sezonu, jednak spadł z tym zespołem do Ligue 2.
W 2002 roku po spadku Lorient Abardonado ponownie zmienił barwy klubowe i trafił do OGC Nice. Swój debiut w nowym klubie zaliczył 3 sierpnia przeciwko Le Havre AC (1:2). W drużynie z Nicei był podstawowym zawodnikiem przez 5,5 roku, a jego dorobek to 134 mecze i 2 gole. Największym sukcesem za czasów gry w Nice było zajęcie 8. miejsca w 2006 roku.
W styczniu 2008 roku w zimowym oknie transferowym Jacques odszedł do niemieckiego 1. FC Nürnberg. 9 lutego wystąpił w Bundeslidze po raz pierwszy, a drużyna z Norymbergi zremisowała 1:1 z Hansą Rostock. Na koniec sezonu Nürnberg spadł do drugiej ligi.
Latem 2008 Abardonado wrócił do Francji i został zawodnikiem Valenciennes FC. 13 września zadebiutował w barwach Valenciennes w meczu z Grenoble Foot (1:1). W 2010 roku odszedł z klubu i trafił do Grenoble.
| Sezon   | Klub               | Kraj    | Rozgrywki     | Mecze | Bramki |
| ------- | ------------------ | ------- | ------------- | ----- | ------ |
| 1998/99 | Olympique Marsylia | Francja | Ligue 1       | 2     | 0      |
| 1999/00 | Olympique Marsylia | Francja | Ligue 1       | 13    | 2      |
| 2000/01 | Olympique Marsylia | Francja | Ligue 1       | 18    | 1      |
| 2001/02 | FC Lorient         | Francja | Ligue 1       | 28    | 0      |
| 2002/03 | OGC Nice           | Francja | Ligue 1       | 38    | 1      |
| 2003/04 | OGC Nice           | Francja | Ligue 1       | 34    | 0      |
| 2004/05 | OGC Nice           | Francja | Ligue 1       | 31    | 0      |
| 2005/06 | OGC Nice           | Francja | Ligue 1       | 32    | 1      |
| 2006/07 | OGC Nice           | Francja | Ligue 1       | 30    | 0      |
| 2007/08 | OGC Nice           | Francja | Ligue 1       | 10    | 0      |
| 2007/08 | 1. FC Nürnberg     | Niemcy  | Bundesliga    | 10    | 0      |
| 2008/09 | 1. FC Nürnberg     | Niemcy  | 2. Bundesliga | 1     | 0      |
| 2008/09 | Valenciennes FC    | Francja | Ligue 1       | 18    | 0      |
| 2009/10 | Valenciennes FC    | Francja | Ligue 1       | 15    | 0      |
| 2010/11 | Grenoble Foot 38   | Francja | Ligue 1       |       |        |

## Życie prywatne
Abardonado jest kuzynem napastnika André-Pierre’a Gignaca.